# Fontenay-sous-Bois
 Fontenay-sous-Bois  es una comuna y población de Francia, en la región de Isla de Francia, departamento de Valle del Marne, en el distrito de Nogent-sur-Marne. La comuna forma por sí sola dos cantones: Fontenay-sous-Bois-Est y Fontenay-sous-Bois-Ouest.
Su población municipal de 2007 era de 52 143 habitantes: 25 533 en Fontenay-sous-Bois Este y 26 610 en Fontenay-sous-Bois Oeste.
No está integrada en ninguna Communauté d'agglomération u organismo similar.

## Demografía
| 1 700 | 1 478 | 1 230 | 1 262 | 1 646 | 1 524 | 1 783 | 1 662 | 1 760 | 2 953 | 3 092 | 5 378 | 4 445 | 4 365 | 5 839 | 5 836 | 7 220 | 9 320 | 11 391 | 15 192 | 18 129 | 23 531 | 30 036 | 31 546 | 30 860 | 36 739 | 37 484 | 38 962 | 46 475 | 52 627 | 51 868 | 50 921 | 52 143 |
| Para los censos de 1962 a 1999 la población legal corresponde a la población sin duplicidades (Fuente: INSEE [Consultar]) |       |       |       |       |       |       |       |       |       |       |       |       |       |       |       |       |       |        |        |        |        |        |        |        |        |        |        |        |        |        |        |        |

## Imágenes

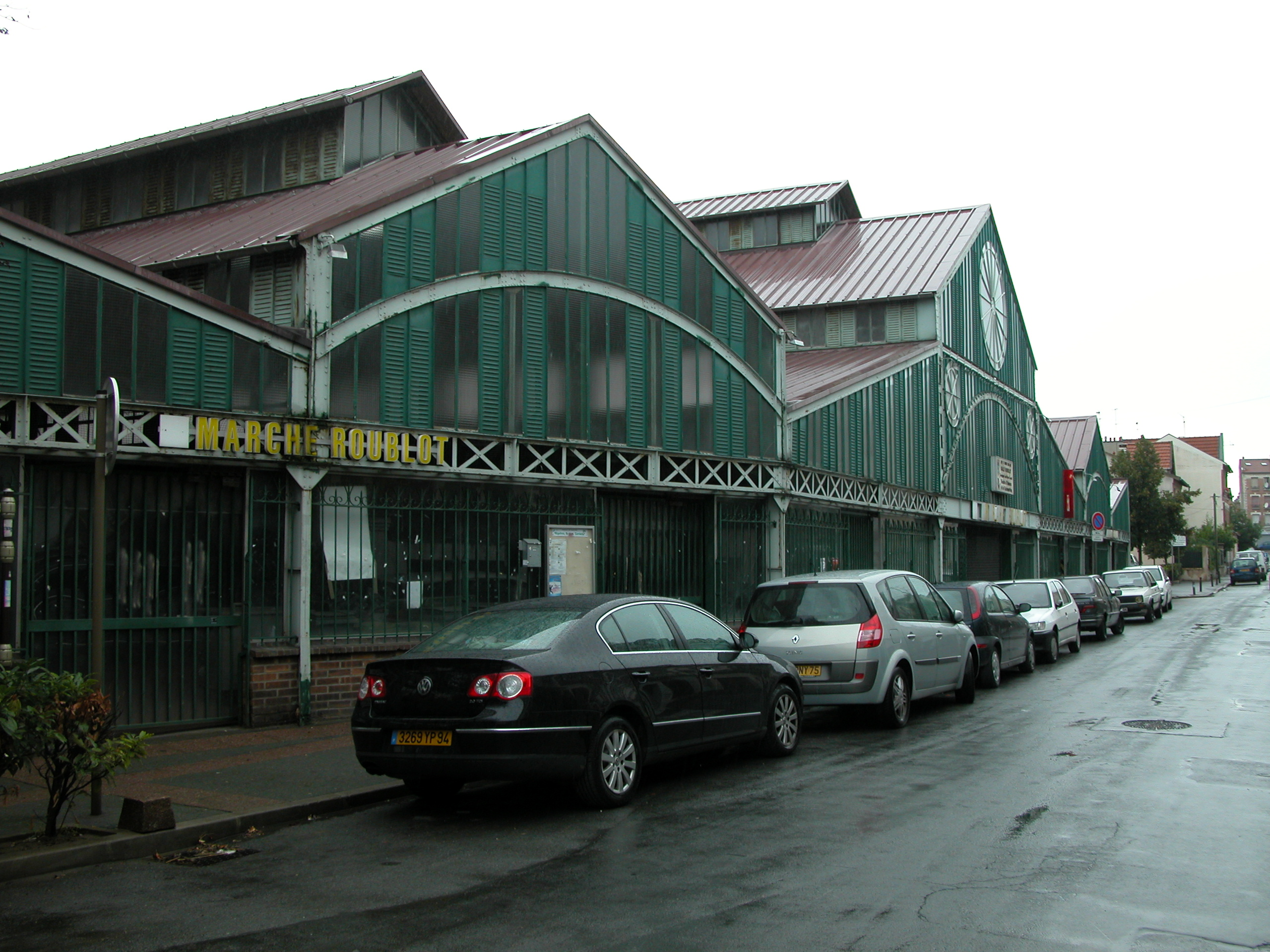
Mercado Roublot
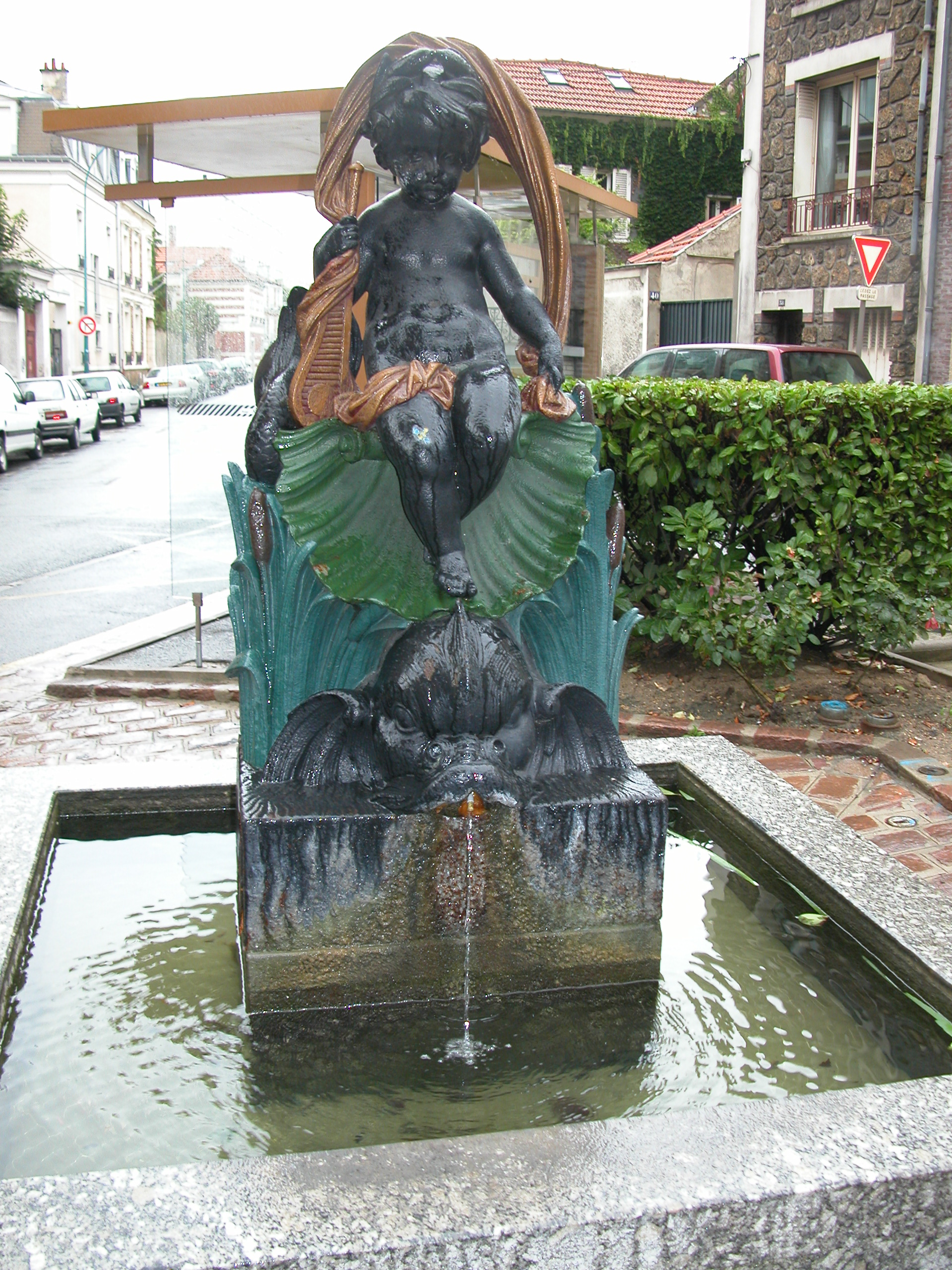
La fuente "des Rosettes"
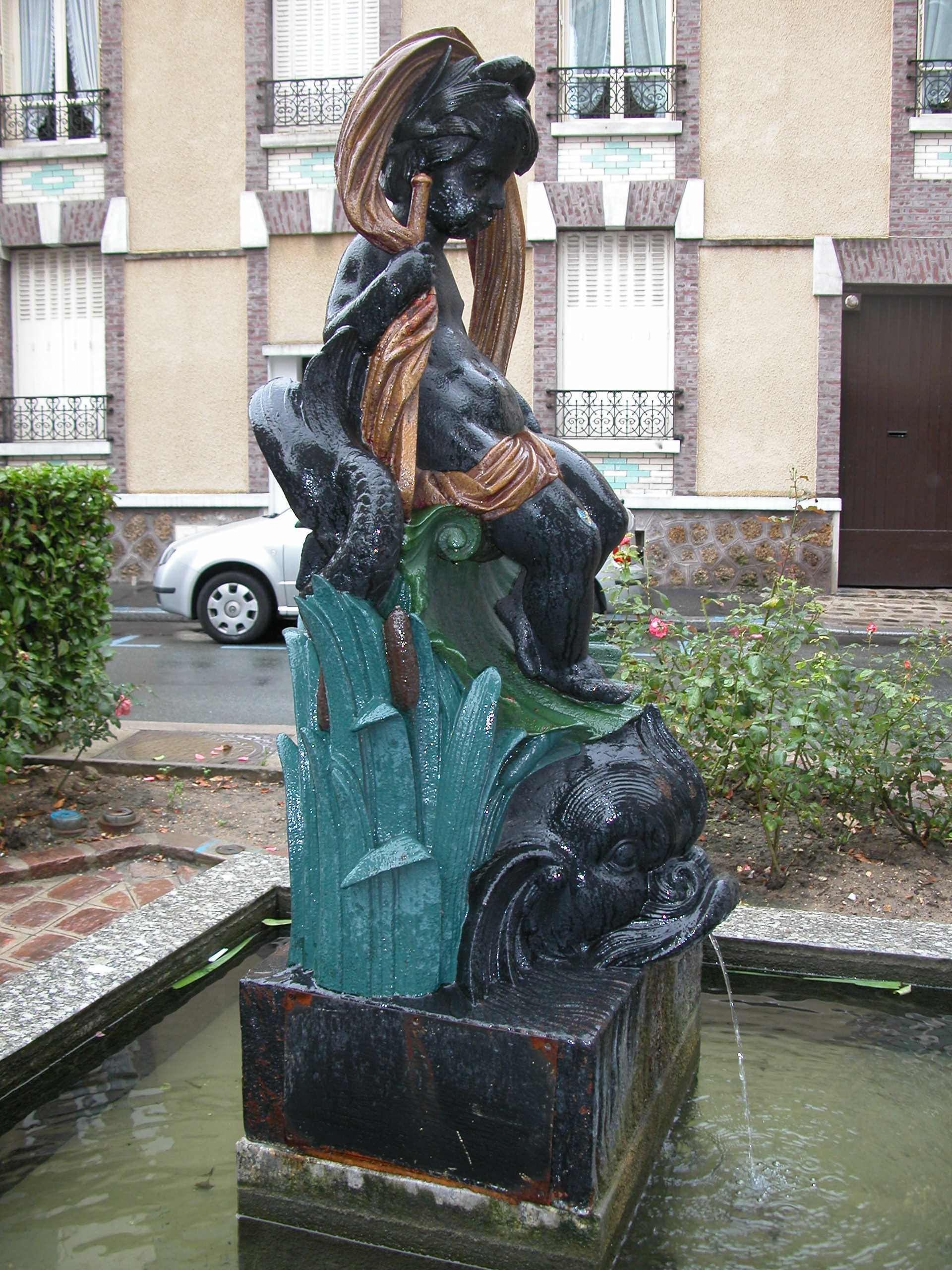
La fuente "des Rosettes"
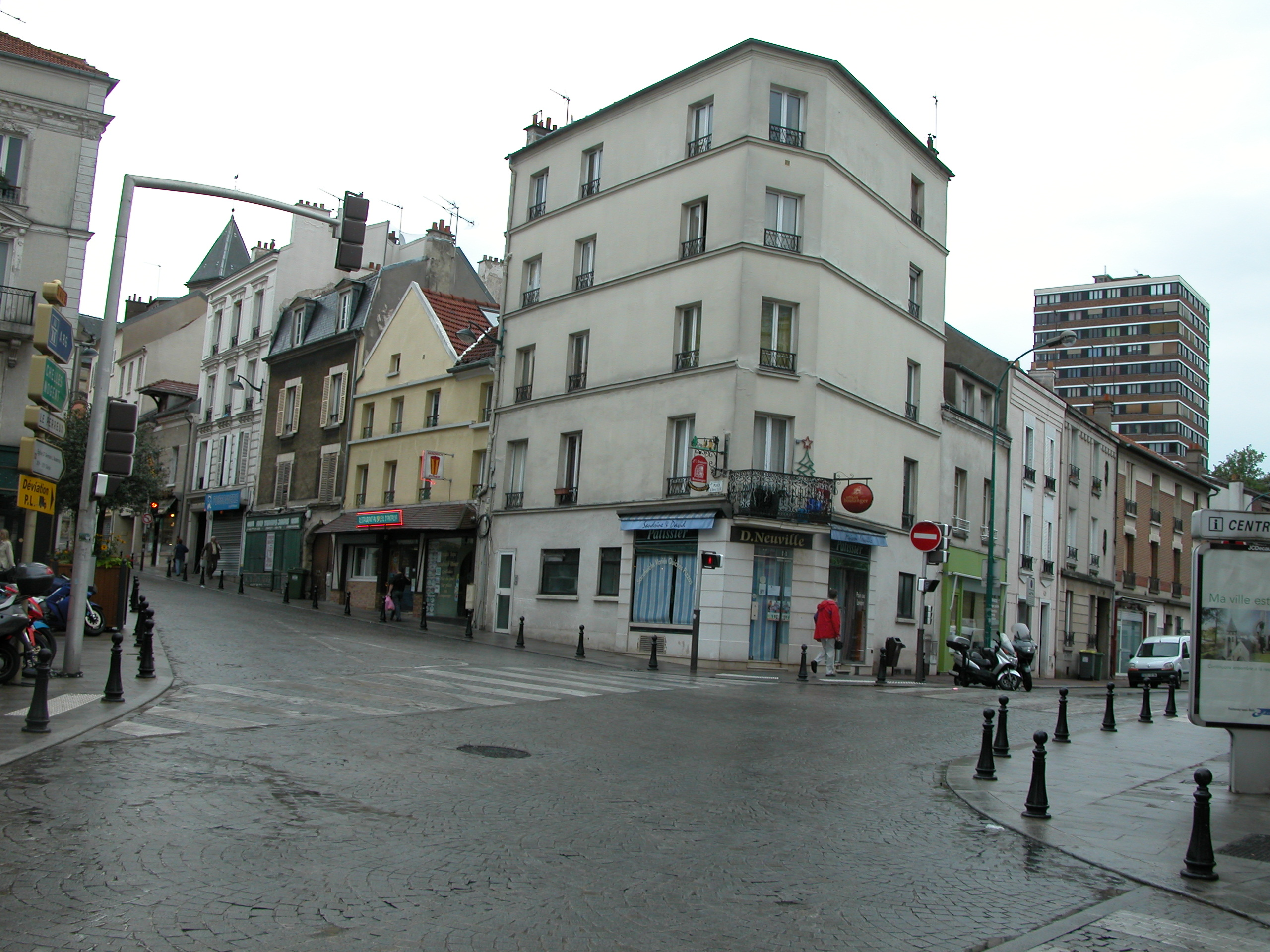
La plaza del General Leclerc
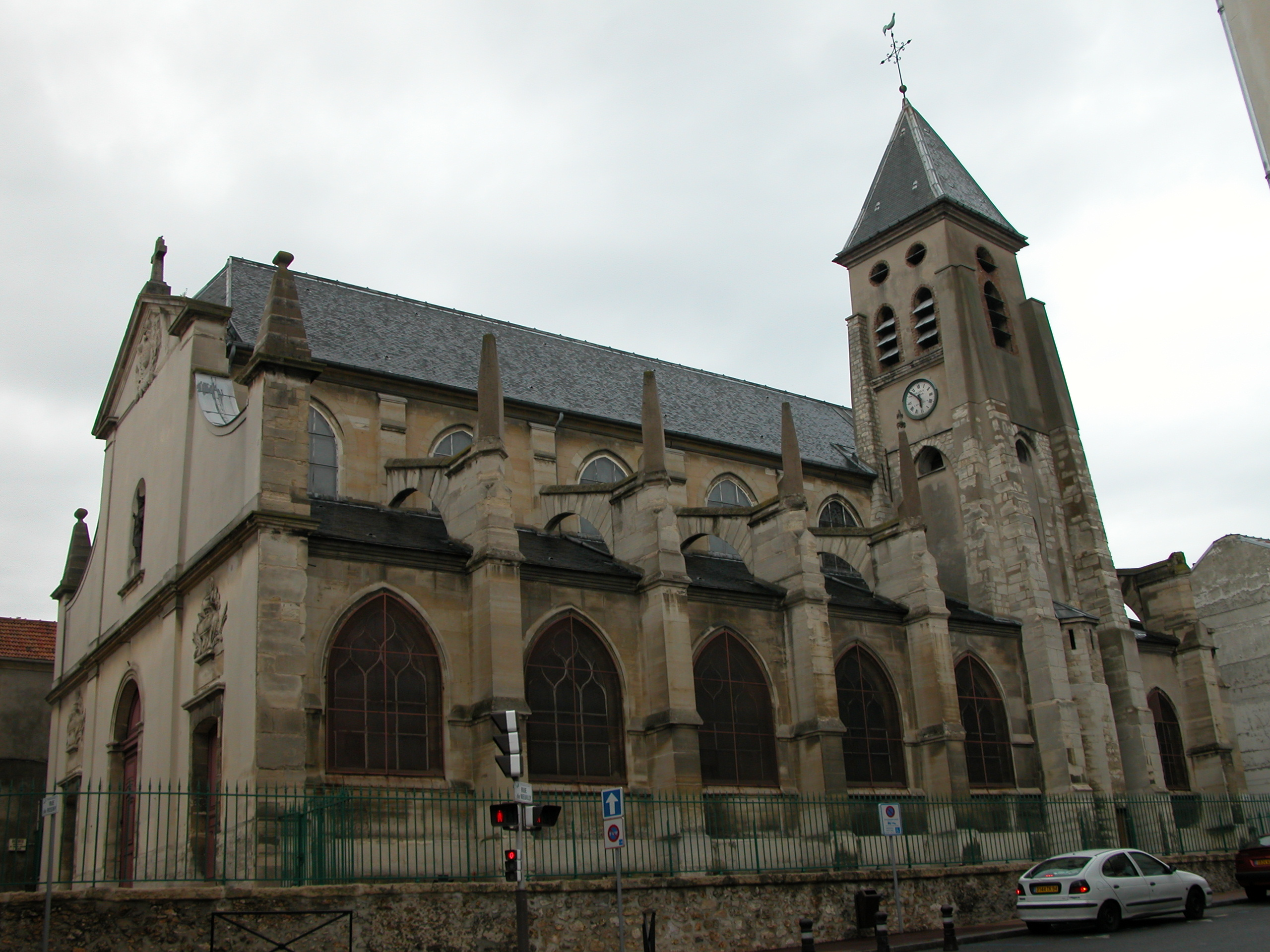
Iglesia Saint-Germain L'Auxerrois
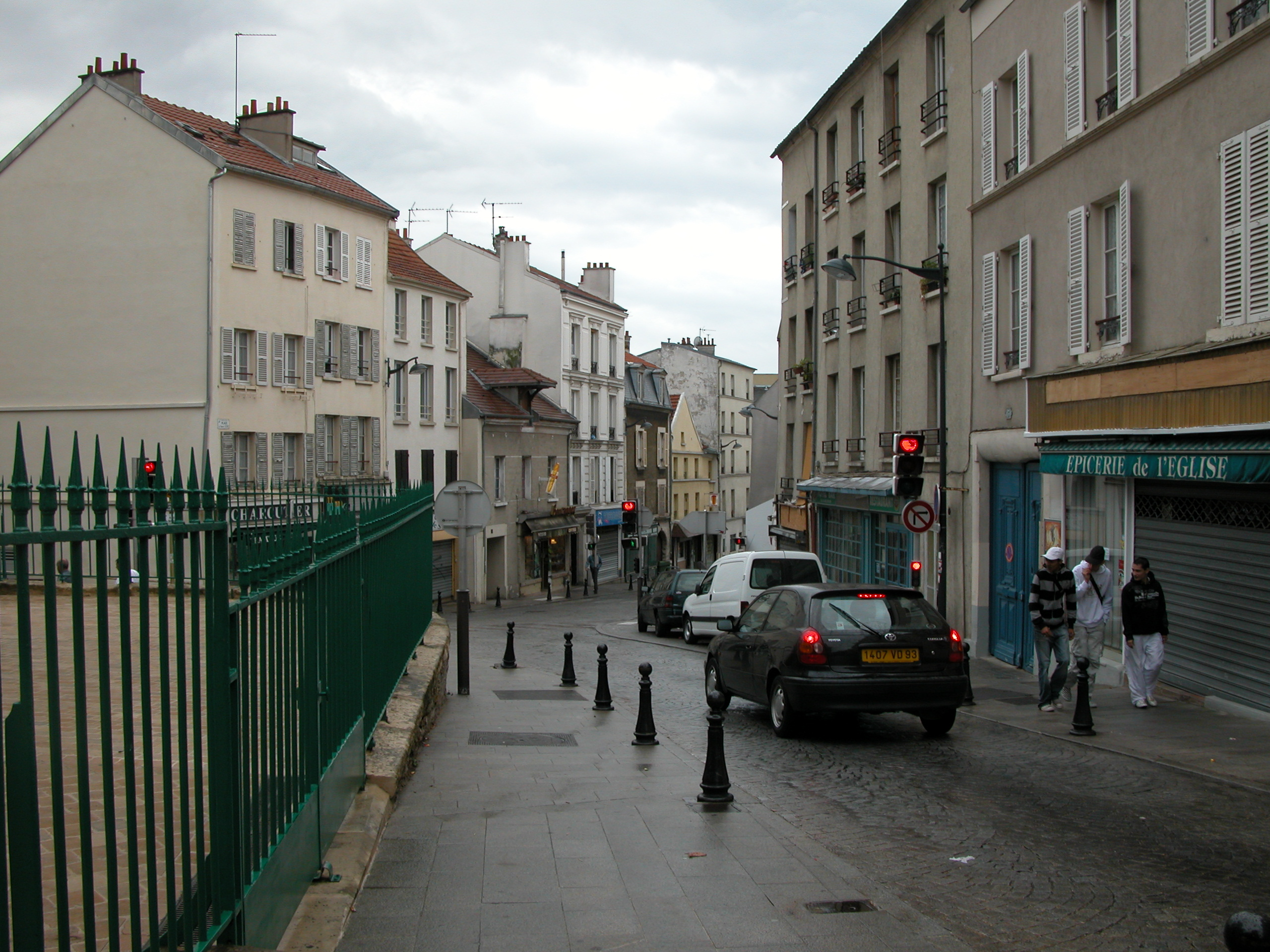
Calle del centro de la ciudad

La fuente "des Rosettes" desapareció del pueblo de Fontenay-sous-Bois durante la Segunda Guerra Mundial. Años después, fue encontrada casualmente en un mercado del sur de Francia. La ciudad de Fontenay-sous-Bois logró recuperarla, y la reinstaló en el barrio "des Rosettes".

## Hijos ilustres
- André Luguet (1892-1979), actor, director y guionista.
- Jean Gruault (1924-2015), guionista.
- Noé Pamarot (1979), futbolista.
- Natasha Nice (1988), actriz pornográfica.